# Nový život (časopis, Katolická moderna)
Nový život, „měsíčník pro umění, vzdělání a zábavu“, byl časopis Katolické moderny, který v letech 1896–1907 vycházel pod redakcí Karla Dostála-Lutinova. Počátečním cílem časopisu bylo především pozvednout katolickou literaturu. V Novém životě vycházela křesťansky orientovaná básnická tvorba, příspěvky týkající se literatury a kulturního dění nebo recenze a představení současných teologických i uměleckých děl. Přispěvatelé také seznamovali čtenáře s moderními evropskými umělci a reflektovali současný stav církve, který je třeba reformovat.

## Založení časopisu
Roku 1896 začal vycházet časopis Nový život, „měsíčník pro umění, vzdělání a zábavu“, který se stal hlavní literární tribunou Katolické moderny. Vznikl především z iniciativy Sigismunda Boušky a Karla Dostála-Lutinova, jelikož stávající časopisy neodpovídaly jejich představám. Katolický časopis Vlast pod redakcí Tomáše Škrdle byl příliš konzervativní a katoličtí modernisté se v ní tudíž nemohli plně realizovat. Pro naplnění svých ambicí zkrátka potřebovali vlastní list. První dvě čísla prvního ročníku redigoval Xaver Dvořák, všechna následující (bylo jich celkem dvanáct) potom už připravoval Karel Dostál-Lutinov.

## Obsah
Počátečním cílem časopisu bylo především pozvednout katolickou literaturu, vzbudit ve čtenářích zájem o křesťanské umění a sblížit katolictví s kulturou. V Novém životě proto vycházela především křesťansky orientovaná básnická tvorba, příspěvky týkající se literatury a kulturního dění nebo recenze a představení současných teologických i uměleckých děl. Přispěvatelé také kladli velký důraz na odbornou reflexi katolicismu, jeho dějin a perspektiv. Dále své čtenáře seznamovali s moderními evropskými umělci, např. H. Schellem či P. Verlainem, vydávali odborné statě zpracované podle zahraničních publikací, překládali západoevropskou i slovanskou literaturu. Nový život však nebyl pouze časopis zaměřený na křesťanskou výchovu a naučnou sféru. Katolická moderna díky němu přibližovala své hnutí kněžstvu, katolické inteligenci i nejširším vrstvám lidu.
Své čistě umělecké zaměření si Nový život dlouho neudržel. Zájem bohoslovců a kněží, kteří tvořili jádro Katolické moderny, začal směřovat také k požadavkům na církevní reformy. Čím dál tím častěji se tak na stránkách časopisu objevovaly příspěvky kritizující církevní hierarchii i její vysoké představitele. Jednotliví autoři (v čele s Dostálem) kladli požadavky na svobodnou výměnu názorů a diskuzi v církvi, poukazovali na nedostatečné vzdělávání teologů apod. K vnitro církevním reformám se také přidružily aktuální podněty z politiky, teologie i filozofie. Časopis se začal hojně plnit velkým množstvím polemik (hlavní roli zde obsazuje opět Dostál), útočnými výpady například proti J. S. Macharovi, spoluautoru manifestu České moderny publikujícího v Rozhledech, T. G. Masarykovi a realistům z časopisu Nová doba a proti dalším osobnostem církevní, politické i umělecké sféry. Nový život byl tedy téměř po celou dobu své existence v zápasu jednak s konzervativci v církevní hierarchii na straně jedné, kterým se jeho obsah jevil jako příliš modernistický či urážlivý. Již roku 1898 začal být časopis zakazován v některých diecézích, např. v Hradci Králové (biskupem E. J. Brynychem) či v Olomouci (arcibiskupem T. Kohnem), na straně druhé potom čelil publicistům z „pokrokového“ liberálního tábora a ateistům, kteří v katolicismu jako takovém viděli pouze přežitý prvek.

## Přispěvatelé
Kmenovými přispěvateli Nového života byli především členové Katolické moderny, tedy bohoslovci, kněží, katoličtí básníci, spisovatelé či literární kritici. Vedle K. Dostála-Lutinova, S. Boušky a X. Dvořáka se řadí zejména V. Bitnar, J. Svozil, Fr. Světlík, Fr. Holeček, J. A. Koráb, A. Lang, O. Taubner, J. Kárník, Fr. Leubner a další. Časopis také usiloval o opublikování poezie významných osobností, tudíž tiskl například verše O. Březiny, J. Zeyera, J. Demla či J. Floriana, ačkoliv členy Katolické moderny nebyli. V Novém životě rovněž dostávali první příležitost autoři do té doby zcela neznámí. Významnou roli překladatelů zaujali S. Bouška (Paul Verlaine, Ernest Hello), Josef Florian (Charles Baudelaire), Josef Hlavatý (Herrmann Schell), Rudolf Dvořák (překlady z hebrejštiny – vybrané pasáže s Bible, zejména žalmy), Ferdinand Čech, nebo František Dohnal. Do časopisu publikovaly také některé autorky, například prozaička Augusta Rozsypalová, autorka vzpomínkových próz a náboženské poezie Marie Kavánová či teoreticko-sociologická kritička Marie Koutecká.

## Zánik
Dvanáct let dokázal Nový život čelit mnohé kritice. Osudným se mu nakonec stal až rok 1907, kdy byly papežskou encyklikou Pascendi Dominici gregis Pia X. celocírkevně zakázány všechny formy modernismu. Dostál se nebál toho, že by byla Katolická moderna označena za herezi, avšak z hlediska jeho snah „modernisty jako reformátora“, proti čemuž encyklika vystupovala, už jisté obavy byly na místě. Správně předvídal, že důsledkem papežova nařízení bude příliš velká moc vložena do rukou biskupů, že se vzedme vlna udávání apod., a proto vydávání Nového života raději zastavil.
„Umlkneme, než nastane u našich odpůrců příznivější smýšlení. Zatím nechť se tiše plní přerovský program. Za ten bereme zodpovědnost, toť slovo katolické moderny, které nevyzní na plano, toť náš odkaz a naše apologie, ten dosvědčí, jak jsme rozuměli církvi i své době. [...] Dále budeme nenávidět všecko nízké, násilnické a sprosté, světácky prázdné, a dále budeme milovat všechno, co člověka zjemňuje a prohlubuje a povznáší. Kde toho najdeme nejvíce? Čtěme Evangelium Kristovo! Nevyšel nikdy spis více reformní! Vděčnost naše patří všem, kdož s námi pracovali a pomáhali.“

## VýznamNového života
Význam tohoto časopisu v české publicistice, v literárním dění a vůbec v kulturním životě přelomu 19. a 20. století nelze popřít. Na jeho stránkách se prezentoval nejen duch Katolické moderny a její představitelé, nýbrž také to nejlepší ze soudobé literatury. Po celou dobu své existence stál vždy v centru dění a byl poplatný době, ve které vycházel. Nový život zastával rovnocenné místo se soudobými periodiky, jako byla Moderní revue, Rozhledy či Nová doba. V neposlední řadě také především jeho zásluhou stanuli katoličtí umělci konečně uprostřed kulturního dění.